# Rogulje (Dvor)
Rogulje is een plaats in de gemeente Dvor in de Kroatische provincie Sisak-Moslavina. De plaats telt 29 inwoners (2001).